# Iglesia de San Andrés Apóstol (Makati)
La Iglesia de San Andrés Apóstol  es una iglesia católica en la ciudad de Makati, en Filipinas. Es uno de los edificios modernos más conocidos diseñados por Leandro Locsin en la ciudad de Makati. Esta parroquia está dedicada a san Andrés Apóstol, patrono de la Gran Manila.
Construida por el artista nacional de Arquitectura Leandro Locsin en 1968, el diseño de esta iglesia parroquial de Makati es un símbolo de la forma en que un mártir murió crucificado en una cruz en forma de X. El suelo posee forma de una mariposa que emana de un cruciforme.